# スーダンの鉄道
スーダンの鉄道では、スーダンにおける鉄道について記す。

## 事業者

### スーダン鉄道
スーダン鉄道（スーダンてつどう Sudan Railways Corporation）は、スーダンに存在する国営鉄道会社。5,000km超の延長を有するアフリカ大陸屈指の路線網を持つが、施設の老朽化や荒廃が進んでいる。略称SRC。
スーダン鉄道の路網の大半は、19世紀末から20世紀初頭にかけたイギリス植民地時代に建設されたものである。当初は、民間企業が、やがて発生したマフディー戦争に関与したイギリス軍部などにより建設が進んだ。このため路網の大半が1,067mmの狭軌または、それ以下の軌道となっている。イギリスから独立した1956年、国営企業スーダン鉄道が発足。1960年代には南部のワーウに至る路線（2013年現在、南スーダン領）を開業させ最盛期を迎えるが、1970年代から1980年代にかけてインフラ維持のための十分な投資や経営が行われなかったことから施設が陳腐化。第二次スーダン内戦により、ワーウへ至る鉄道橋が破壊されるなどの外的要因も加わり1/3以上の路線で運行が不能になった。旅客営業は、首都ハルツームからエジプトとの国境の都市ワジハルファなどのごく限られた路線で、週1便の低頻度運行となった。2000年代に入るとスーダン内陸部で油田開発が進み、物資輸送が活発になったことから、中国の支援でハルツームから輸出港ポートスーダンに至る幹線の近代化が行われた。

## 隣接国との鉄道接続状況
- エジプト - 接続なし（ワジハルファ - アスワンのフェリー有り）
- リビア - 接続なし
- チャド - 接続なし（ダカール・ポートスーダン鉄道構想有り）
- 中央アフリカ共和国 - 接続なし
- 南スーダン - （Babanousa - ワーウ） -  同じ狭軌を採用1,067 mm
- エチオピア - 接続なし
- エリトリア - 接続なし - カッサラがエリトリアとの国境に近い。エリトリア側：テセネイ（英語版）